# 치코 오파릴
치코 오파릴(Chico O'Farrill, 1921 ~ 2001)은 쿠바의 작곡가이다. 아바나에서 태어난 그는 미국 사관학교에 유학하여 군악대에서 나팔을 부는 동안 전문 음악가가 되었다. 특히, 그의 편곡은 라틴 음악 계에서 최고의 존재라고 할 수 있다. 트럼펫 연주자로 레네 투제 등의 악단에 참가해 1945년에 유럽으로 간 뒤부터는 미국에서 작곡 및 편곡을 배워 마치토 등의 라틴 밴드와 재즈 악단에도 편곡을 제공하였다. 1953년에는 뉴욕에서 자체 악단을 조직하였고 1957년에는 멕시코로 옮겨 악단 연주활동을 계속하였다. 그러나, 1966년에 다시 미국으로 거주지를 옮겨 카운트 베이시 악단의 편곡자가 되었으며 라틴음악의 하모니 이론을 발전시킨 공적이 크다.